# 戦乙女スヴィア
『戦乙女スヴィア』（いくさおとめスヴィア）は、2006年12月29日（ダウンロード版は2006年12月22日）にアダルトゲームブランドであるBLACK LiLiTHレーベルで発売されたアダルトゲーム。2007年にアニメ化されている。

## ストーリー
主人公・ロキは神族でありながら巨人族と冥府族の手を組ませ、神々が住まう世界アースガルドを侵略する裏切り者であった。神族は激しく抵抗するも彼らを撃破、世界の主たるオーディンを捕らえるのに成功する。しかしオーディンはロキたちに屈する事を拒絶、逆に世界を支える世界樹の水源を封印して世界樹が枯死するよう図る。「共に滅びたくなければ我を解放せよ」世界樹の枯死は世界の終わりを意味していた。窮地に陥ったロキたちであったが、水源を封印している門には封印を解くための鍵があり、そしてその鍵は天界で未だに頑強に抵抗を続ける戦乙女(ヴァルキリー)のスヴィアとシグルドの清き処女の子宮に封印されている事をつきとめた。ロキの指揮のもと、スヴィアとシグルドを陥れる邪悪なる姦計が、神族の最後の希望、ヴァルキリーの英雄に忍びる。

## 登場人物
※声優名は、アダルトゲーム版 / アダルトアニメ版の順。

### 主人公
ロキ
声 - 宇治京人（アダルトアニメ版のみ）

### 戦乙女＜ヴァルキリー＞
スヴィア
声 - 金松由花 / 泉佳奈
シグルド
声 - 春日アン / 立原玲子
フレイヤ
声 - 鈴木茜（アダルトアニメ版のみ）
戦乙女＜ヴァルキリー＞を統率する長。

### 巨人族
フルングルニ
声 - 室園丈裕（アダルトアニメ版のみ）
ミンモッタ
エディン

### 冥府族
ハスター
ダルゴン
ノトツ

## スタッフ
- 制作：ブラックリリス
- 監督・演出：EDEN
- 原画：のぶしと
- 企画・原案・シナリオ：酒井童人
- グラフィック：チームちゃっちゃきロビン

## アダルトアニメ
スタッフ
- 原作：リリス[Lilith]
- 企画：笹山逸刀斎
- プロデューサー：村上恒一、show隈部
- 監督・絵コンテ・演出：近藤隆史
- 脚本：満井逸美
- キャラクター原案：のぶしと
- キャラクターデザイン・作画監督：牛島勇二
- 美術監督：一二三
- 撮影監督：中山敦史、窪崎まむら
- 音響監督：吉田知弘
- 制作：アニメアンテナ委員会
- 製作：ピクシー[Pixy]

映像ソフト
- 戦乙女スヴィア Vol.01 二人のヴァルキリー 2007年12月28日発売 DVD:PXY-10016
- 戦乙女スヴィア Vol.02 快楽の罠 2008年6月27日発売 DVD:PXY-10022
- 戦乙女スヴィア Vol.03 絶望の輪姦 2008年12月28日発売 DVD:PXY-10028
- 戦乙女スヴィア Vol.04 隷属の花嫁 2009年8月28日発売 DVD:PXY-10036
- 戦乙女スヴィア DVD-BOX 2010年2月26日発売 DVD4枚組:PXB-10005